# Maria Micewicz-Zawartka
Maria Micewicz-Zawartka (ur. 1 sierpnia 1923 w Bielszowicach zm. 11 września 2002 w Warszawie) − polska lekarz pediatra, pedagog, autorka licznych prac naukowych, profesor.
Była córką Marii z domu Sacharow i Władysława inżyniera górniczego oraz siostrą Aleksandry. Szkołę podstawową ukończyła w Chorzowie, kontynuowała naukę w gimnazjum ogólnokształcącym w Katowicach. Świadectwo dojrzałości uzyskała w 1945 roku w Liceum im. Generałowej Zamoyskiej w Poznaniu. Studia medyczne rozpoczęła w 1946 roku na Wydziale Lekarskim Uniwersytetu Poznańskiego, po roku kontynuowała studia na Wydziale Lekarskim Uniwersytetu i Politechniki Wrocławskiej (dziś Uniwersytet Medyczny im. Piastów Śląskich we Wrocławiu), gdzie 27 czerwca 1952 otrzymała dyplom lekarza. W czasie studiów pracowała w Zakładzie Mikrobiologii Lekarskiej Uniwersytetu Wrocławskiego, gdzie była uczennicą i asystentką profesora Ludwika Hirszfelda, w roku 1950 nominowanego do Nagrody Nobla w dziedzinie medycyny za wyjaśnienie zjawiska konfliktu serologicznego. Po uzyskaniu dyplomu nakazem pracy została skierowana do Bytomia, gdzie od 16 września 1952 do 1 czerwca 1953 pracowała jako kierownik Wojewódzkiego Laboratorium Serologicznego Przychodni Skórno-Wenerologicznej.
Z końcem roku 1953 powróciła do Wrocławia i od 1 stycznia 1954 podjęła pracę w I Klinice Pediatrycznej AM, prowadzonej przez prof. Hannę Hirszfeldową, gdzie pod jej kierunkiem uzyskała pierwszy i drugi stopnie specjalizacji z zakresu pediatrii. Stopień doktora nauk medycznych otrzymała 20 listopada 1963 uchwałą Rady Wydziału Lekarskiego AM we Wrocławiu, na podstawie pracy „Odczyn leukoaglutynacyjny w chorobie reumatycznej u dzieci”, a stopień doktora habilitowanego 8 grudnia 1971 tamże, na podstawie pracy „Rola procesów immunologicznych w etiopatogenezie marskości wątroby”.
Jesienią 1972 w ramach funkcjonującego od 1970 roku, jako filia Uniwersytetu Jagiellońskiego, Zespołu Nauczania Klinicznego podjęła pracę w Szpitalu Dziecięcym w Kielcach, obejmując stanowisko ordynatora Oddziału Wewnętrznego Wojewódzkiego Specjalistycznego Szpitala Dziecięcego w Kielcach oraz konsultanta wojewódzkiego ds. pediatrii. Przy oddziale powstała w roku 1976 Poradnia Hematologiczna, w której pracowali rotacyjnie lekarze z Oddziału. 30 grudnia 1991 przeszła na emeryturę.
Jej dorobek naukowy liczy ok. 50 prac naukowych. Była konsultantem wojewódzkim ds. pediatrii i przewodniczącą Polskiego Towarzystwa Pediatrycznego. Należała do Rady Naukowej Instytutu Matki i Dziecka oraz Centrum Zdrowia Dziecka w Warszawie. Recenzowała monografie i podręczniki, prace doktorskie i artykuły z zakresu pediatrii.
Odznaczona: Krzyżem Kawalerskim Orderu Odrodzenia Polski (1976), Odznaką za zasługi dla Kielecczyzny, nagrodą II st. za wybitne osiągnięcia w dziedzinie medycyny im. St. Staszica (1979), Odznaką naukową za cykl prac nad schorzeniami hematologicznymi u dzieci (1969), Odznaką naukową za cykl prac nad etiologią białaczek (1971), Medalem Jubileuszowymi X-lecia Centrum Pediatrii w Zabrzu (1996), Medalem Jubileuszowym 50-lecia AM we Wrocławiu (2000), Medalem za zasługi dla AM Katowice i AM we Wrocławiu, Medalem 40-lecia PRL (1984).